# Rue Pierre-Lalou
La rue Pierre-Lalou est une voie située dans le 6e arrondissement de Marseille en France. 

## Situation et accès
Elle va de la rue de Tilsit à la rue Ferdinand-Rey.

## Origine du nom
Le nom fait référence à Pierre Laloue, avec un « e » à la fin du nom, résistant tué le 26 août 1944 à la barricade de Notre-Dame-du-Mont.

## Historique
Il s’agit de l’ancienne « rue du Chêne » qui a été réalisée sur les terrains du couvent des Minimes. 